# Orquesta Filarmónica de Luxemburgo

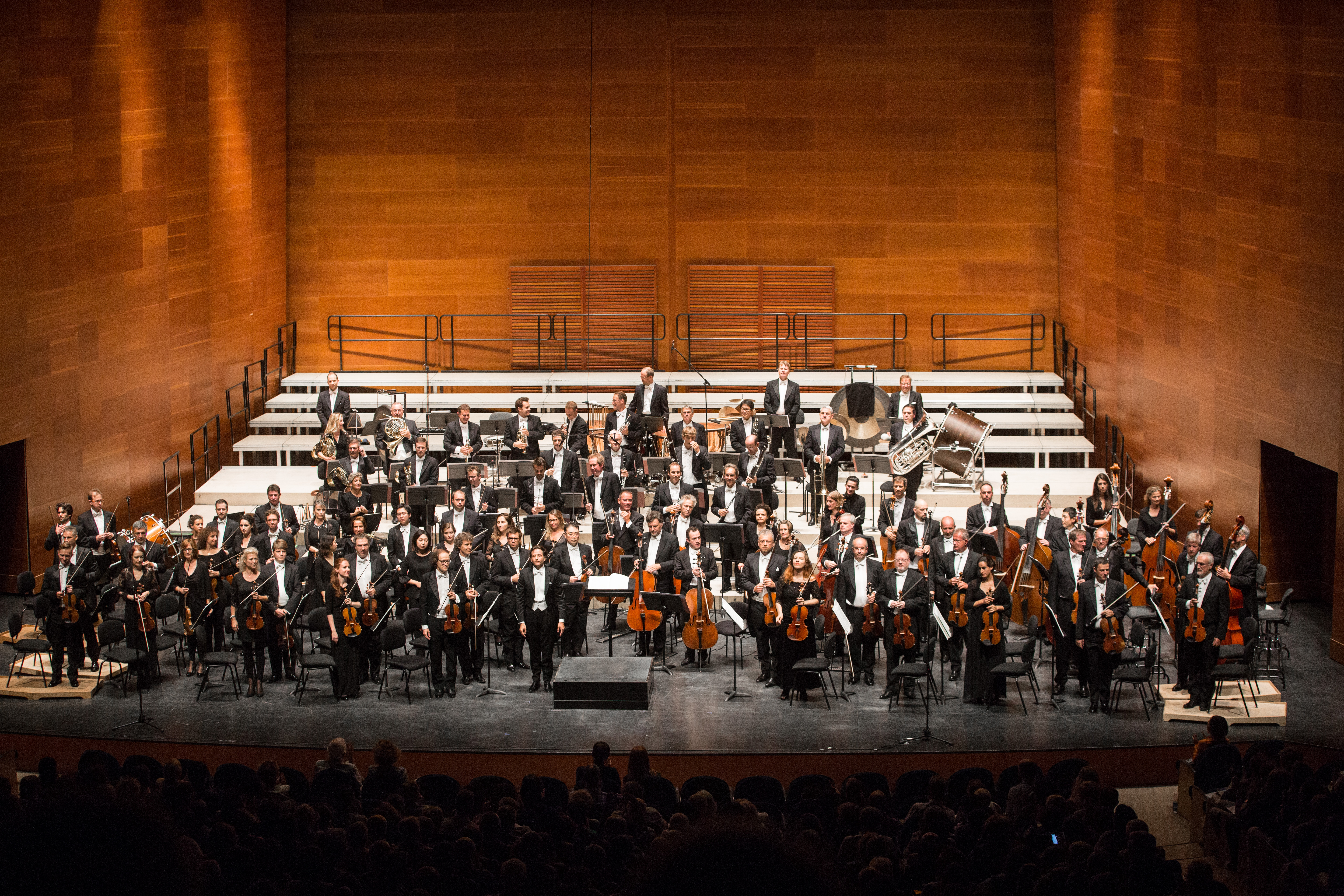
Orquesta Filarmónica de Luxemburgo

La Orquesta Filarmónica de Luxemburgo (OPL) (Grand orchestre symphonique de RTL hasta 1996) es la orquesta nacional de Luxemburgo, fundada en 1933. Es la residente permanente en la Filarmónica de Luxemburgo de la capital del país desde que abrió en 2005. El director de orquesta Emmanuel Krivine fue su director musical desde 2006 hasta 2015, siendo sustituido por el director español Gustavo Gimeno, que ha firmado por cuatro años.

## Historia
La Grand orchestre symphonique de Radio Luxembourg dio su primer concierto en el Casino de Luxemburgo el 28 de noviembre de 1933 bajo el amparo de Radio Luxemburgo (RTL), perteneciente a la Compagnie Luxembourgeoise de Radiodiffusion. Henri Pensis fue su fundador y el primer director musical de la orquesta, pero en 1939, al inicio de la Segunda Guerra Mundial, se exilió en Estados Unidos. Allí dirigió la Orquesta Filarmónica de Nueva Jersey y la Orquesta Sinfónica de Sioux, y regresó a Luxemburgo acabada la guerra, ocupando de nuevo la dirección en 1946.
La orquesta realizó en el auditorio de Villa Louvigny en 1953 su primera grabación. A partir de 1964 la orquesta pudo actuar en el Gran Teatro de la capital que acababa de abrir sus puertas, junto con los anexos del conservatorio, dispersos por la ciudad. En 1984 contó con un nuevo auditorio de notable acústica en el propio conservatorio.
A finales de 1986, la orquesta cambió su nombre por el de «Orquesta Sinfónica de RTL». En 1991 la compañía de radiodifusión de Luxemburgo (CLT) se privatizó y en 1995, la nueva administración decidió no renovar el contrato que le vinculaba con la Orquesta Sinfónica. Al año siguiente, el Estado luxemburgués creó la Fundación Henri Pensis para sostener la sinfónica que pasó a denominarse «Orquesta Filarmónica de Luxemburgo (OPL)». La inauguración de la nueva gran sala Filarmónica de Luxemburgo en 2005 fue especialmente dedicada a la orquesta. Desde enero de 2012, la orquesta y la sala de conciertos forman una única entidad.

### Directores
- 1933 - 1939 : Henri Pensis (fundador)
- 1939 - 1945 : (Segunda Guerra Mundial)
- 1946 - 1958 : Henri Pensis
- 1958 - 1958 : Carl Melles
- 1958 - 1980 : Louis de Froment
- 1981 - 1996 : Leopold Hager
- 1997 - 2000 : David Shallon
- 2002 - 2006 : Bramwell Tovey
- 2006 - 2015 : Emmanuel Krivine
- 2016 -          : Gustavo Gimeno